# Lijst van rijksmonumenten aan de Binnenkant
Een overzicht van de 25 rijksmonumenten aan de Binnenkant in Amsterdam.
| Object | Oorspronkelijke functie? | Bouwjaar                         | Architect | Locatie        | Coördinaten?                  | Nr.?   | Afbeelding        |
| --- | ------------------------ | -------------------------------- | --------- | -------------- | ----------------------------- | ------ | ----------------- |
| Huis met zeer gave gevel onder rechte gesneden lijst met consoles                                                    | Gebouw                   | 17e/19e eeuw                     |           | Binnenkant 12  | 52° 22' 27" NB, 4° 54' 14" OL | 456    | Meer afbeeldingen |
| Hoekhuis met pilastergevel                                                                                           | Woonhuis                 | 17e/18e/19e eeuw                 |           | Binnenkant 17  | 52° 22' 26" NB, 4° 54' 15" OL | 388    | Meer afbeeldingen |
| Pand met gevel deuromlijsting en gesneden puilijst                                                                   | Gebouw                   | ca. 1800 of derde kwart 19e eeuw |           | Binnenkant 18  | 52° 22' 26" NB, 4° 54' 15" OL | 454    | Meer afbeeldingen |
| Huis met gevel onder rechte lijst met consoles, voorzien van versieringen boven en onder de vensters.                | Gebouw                   | derde kwart 19e eeuw of ouder    |           | Binnenkant 21  | 52° 22' 25" NB, 4° 54' 16" OL | 457    | Meer afbeeldingen |
| Pand met gevel onder rechte klossenlijst                                                                             | Gebouw                   | eerste kwart 19e eeuw            |           | Binnenkant 22  | 52° 22' 25" NB, 4° 54' 16" OL | 458    | Meer afbeeldingen |
| Huis met gevel onder rechte lijst in traditionele trant                                                              | Woonhuis                 | 17e/19e eeuw                     |           | Binnenkant 24  | 52° 22' 25" NB, 4° 54' 17" OL | 459    | Meer afbeeldingen |
| Pand met halsgevel met geruite vleugelstukken en palmet in de afdekking                                              | Woonhuis                 | ca. 1725                         |           | Binnenkant 25B | 52° 22' 25" NB, 4° 54' 17" OL | 460    | Meer afbeeldingen |
| Pand met zeer gave hardstenen gevel onder rechte lijst met consoles en attiek                                        | Woonhuis                 | derde kwart 18e eeuw             |           | Binnenkant 26  | 52° 22' 24" NB, 4° 54' 17" OL | 461    | Meer afbeeldingen |
| Pand met pilaster-halsgevel met tussentrappen, oeils-de-boeuf en festoenen                                           | Gebouw                   | vroeg derde kwart 18e eeuw       |           | Binnenkant 27  | 52° 22' 24" NB, 4° 54' 17" OL | 462    | Meer afbeeldingen |
| Pand met gevel onder stenen in het midden getoogde lijst met siervazen                                               | Woonhuis                 | tweede kwart 18e eeuw            |           | Binnenkant 28  | 52° 22' 24" NB, 4° 54' 17" OL | 463    | Meer afbeeldingen |
| Huis met twee achterhuizen op 18e-eeuwse kelderpui                                                                   | Gebouw                   | 17e/18e/19e eeuw                 |           | Binnenkant 29  | 52° 22' 24" NB, 4° 54' 18" OL | 464    | Meer afbeeldingen |
| Pand met gevel onder rechte lijst                                                                                    | Woonhuis                 | 18e/19e eeuw                     |           | Binnenkant 30  | 52° 22' 24" NB, 4° 54' 18" OL | 465    | Meer afbeeldingen |
| Pand met gevel oorspronkelijke roedenverdeling in het bovenlicht                                                     | Gebouw                   | 18e/19e eeuw                     |           | Binnenkant 31  | 52° 22' 24" NB, 4° 54' 18" OL | 466    | Meer afbeeldingen |
| Pand vanwege de van de gesloopte halsgevel Oostenburgermiddenstraat 31 afkomstige natuurstenen onderdelen van de top | Gebouw                   | tweede kwart 18e eeuw            |           | Binnenkant 32  | 52° 22' 24" NB, 4° 54' 18" OL | 467    | Meer afbeeldingen |
| Pand met gevel onder rechte klossenlijst                                                                             | Werk-woonhuis            | 19e eeuw                         |           | Binnenkant 36A | 52° 22' 23" NB, 4° 54' 20" OL | 468    | Meer afbeeldingen |
| Pand met gevel onder rechte triglyfenlijst                                                                           | Gebouw                   | laatste kwart 18e eeuw           |           | Binnenkant 37A | 52° 22' 23" NB, 4° 54' 20" OL | 469    | Meer afbeeldingen |
| Huis met gevel onder ingezwenkte hals met toplijstje                                                                 | Gebouw                   | 17e/18e/19e eeuw                 |           | Binnenkant 41  | 52° 22' 23" NB, 4° 54' 21" OL | 470    | Meer afbeeldingen |
| Huis met gevel onder rechte lijst                                                                                    | Woonhuis                 | 17e/18e/19e eeuw                 |           | Binnenkant 42A | 52° 22' 23" NB, 4° 54' 21" OL | 471    | Meer afbeeldingen |
| Huis met gevel onder rechte lijst met dakkapel                                                                       | Gebouw                   | 17e/18e/19e eeuw                 |           | Binnenkant 43  | 52° 22' 22" NB, 4° 54' 21" OL | 472    | Meer afbeeldingen |
| Huis met gevel onder rechte lijst                                                                                    | Gebouw                   | 17e/18e/19e eeuw                 |           | Binnenkant 44  | 52° 22' 22" NB, 4° 54' 21" OL | 473    | Meer afbeeldingen |
| Huis met versierde cordonlijst, stoep met drie versierde balusters                                                   | Gebouw                   | 17e/18e/19e eeuw                 |           | Binnenkant 45  | 52° 22' 22" NB, 4° 54' 21" OL | 474    | Meer afbeeldingen |
| Huis met gepleisterde gevel onder rechte lijst                                                                       | Gebouw                   | 17e/18e/19e eeuw                 |           | Binnenkant 46  | 52° 22' 22" NB, 4° 54' 22" OL | 475    | Meer afbeeldingen |
| In de rooilijn gelegen grachtenpand                                                                                  | Woonhuis                 | 1850                             |           | Binnenkant 47  | 52° 22' 22" NB, 4° 54' 22" OL | 508141 | Meer afbeeldingen |
| Huis met gevel onder latere ingezwenkte hals met rollagen                                                            | Opslag                   | 17e/18e eeuw                     |           | Binnenkant 48  | 52° 22' 22" NB, 4° 54' 22" OL | 476    | Meer afbeeldingen |
| Huis met gevel onder rechte lijst                                                                                    | Gebouw                   | 17e/18e/19e eeuw                 |           | Binnenkant 50  | 52° 22' 21" NB, 4° 54' 23" OL | 477    | Meer afbeeldingen |